# Golok (rijeka)
Golok (Tajlandski: แม่น้ำ โก, RTGS: Maenam Kolok; malajski: Sungai Golok) je rijeka koja se nalazi na granici između Malezije i Tajlanda. Ime rijeke na malajskom znači 'rijeka goloka'.
Rijeka graniči s malezijskom državom Kelantan i tajlandskom pokrajinom Narathiwat. Most prijateljstva povezuje malezijski grad Rantau Panjang i tajlandski grad Su-ngai Kolok. Rantau Panjang je bescarinska zona. Dalje uzvodno, novi most prijateljstva povezuje grad Bukit Bunga na malezijskoj strani s tajlandskim gradom Ban Buketa.

## Tok
Rijeka Golok izvire u planinama Sankalakhiri u okrugu Sukhirin u Tajlandu, teče sjeveroistočno kroz okruge Waeng, Su-ngai Kolok i Tak Bai. Duga je 103 km. Područje kroz koje rijeka teče, posebno Sukhirin, bilo je uspješan rudnik zlata još od razdoblja prije Drugog svjetskog rata. Iako danas nije tako prometno kao prije, ali karijera ispiranja zlata i dalje se nastavlja za stanovnike Sukhirina. Seljani koriste svoje vještine jaružanja zlata kao dodatni izvor prihoda kao što je promicanje lokalnog turizma. Rijeka se ulijeva u Tajlandski zaljev u okrugu Tak Bai, pokrajina Narathiwat i Pengkalan Kubor, Kelantan.

## Rizici od poplava
Golok sezonski poplavljuje s monsunom. Neobično velika poplava dogodila se 21. prosinca 2009., što je uzrokovalo evakuaciju dijelova Kelantana.